# Liste der Kommunalwappen mit der Jakobsmuschel in Österreich
Dieser Artikel enthält die Liste der Kommunalwappen mit der Jakobsmuschel in Österreich.
Als Jakobsmuscheln oder Pilgermuscheln werden zwei nahe verwandte Arten von Muscheln bezeichnet, die beide zur Gattung Pecten gehören. Der Name Jakobsmuschel geht auf den heiligen Jakobus, den Schutzpatron der Pilger, zurück, dessen Erkennungszeichen die Muschel ist.

## Kärnten
|  | Gallizien In Blau eine silberne, bis zum Schildhaupt reichende, und in der rechten und linken Herzstelle je einmal gezackte Spitze mit einem bis unter den Gipfel steigenden blauen Keil, vorne begleitet von [zwei überkreuzten] silbernen Pilgerstäben [belegt] mit einer Jakobsmuschel, hinten von einer steigenden silbernen, golden bekrönten und golden bezungten Schlange. Erklärung: Im Wappen symbolisiert die silberne gezackte Spitze den „Hausberg“ der Gemeinde, den Hochobir, und der darin stehende blaue Keil den Wildensteiner Wasserfall. Jakobsmuschel und die von ihr belegten Pilgerstäbe sind Attribute des Pfarrpatrons Jakobus des Älteren. Die gekrönte silberne Schlange spielt auf eine lokale Sage an. Wappen und Fahne wurden der Gemeinde am 10. Jänner 1986 verliehen. Die Fahne ist Blau-Weiß mit eingearbeitetem Wappen. |
|  | Reichenfels In blauem Schild ein naturfarbener altkristalliner Fels, dessen Gipfel von je einer silbernen Jakobsmuschel rechts und links beseitet ist. Erklärung: Obwohl seit Mitte des 15. Jahrhunderts Markt, wurde Reichenfels erst am 24. März 1557 durch Bischof Georg von Bamberg das Recht zur Führung eines Siegels gewährt. Das Siegel zeigte den Pfarrpatron, den Apostel Jakobus den Älteren, als Ganzfigur mit Pilgerstab und Mantel, der in seiner Linken ein Wappen mit einem zerklüfteten Fels und zwei Jakobsmuscheln hielt. Der Heilige Jakobus fungierte auch noch in jüngeren Darstellungen als Schildhalter oder (in einem Siegel aus dem Jahr 1595) gar als Hauptfigur des Reichenfelser Wappens. Anlässlich der förmlichen Bescheinigung bzw. Verleihung von Wappen und Fahne im Jahr 1971 ist jedoch auf Empfehlung des Landesarchivs nur noch der „redende“ Binnenschild mit dem altkristallinen Felsen (der „reiche Fels“) und den beiden silbernen Jakobsmuscheln, die auf den Patron hinweisen, verblieben. Die Fahne der Gemeinde Reichenfels ist Blau-Weiß mit eingearbeitetem Wappen. |
|  | Sankt Jakob im Rosental Im schräglinks geteilten Schild oben in Rot eine Jakobspilgermuschel, unten in Silber eine rote Rose. Erklärung: Die Muschel ist das Attribut und das Symbol des Pfarrpatrons Jakobus der Ältere, die rote, fünfblättrige Rose symbolisiert das Rosental, dem die Gemeinde angehört und das sie im Namen führt – allerdings leitet sich dessen Name nicht von der Rose ab, sondern von drei Burgen der Herren von Ras: von der im Hochmittelalter errichteten Rasburg auf der Gratschenitzen (auch: Gratschützen) westlich von Rosenbach, einer zweiten Burg in Schlatten (Burg Ras) und der dritten im heutigen Rosegg (Burgruine Rosegg). Das Wappen sowie die Fahne wurden der Gemeinde St. Jakob am 16. Mai 1980 verliehen, die Fahne ist Rot-Weiß mit eingearbeitetem Wappen. |

## Niederösterreich
|  | Gedersdorf Ein grüner Schild, über geflutetem blauem Schildfuß mit vier silbernen Wellenleisten durch eine silberne Leiste gespalten, rechts übereinander eine goldene Jakobsmuschel und eine goldene heraldische Lilie, links ein goldener Weinstock mit drei Trauben und drei Blättern. Erklärung: Die Wellen stehen für die Donau- und Kampwellen. Das Grün symbolisiert die Fruchtbarkeit des Gemeindegebietes. Der Weinstock steht für alle Früchte die hier wachsen. Die Trennlinie kann als Bundesstraße angesehen werden. Die bourbonische Lilie symbolisiert die Pfarre Theiß, die der ohne Erbsünde geborenen Jungfrau Maria geweiht ist. Die Jakobsmuschel weist auf den Patron der Pfarre Brunn hin. |
|  | Guntramsdorf |
|  | Kautzen Das dreigeteilte Wappen zeigt im oberen Teil eine Kornähre. Diese symbolisiert die Landwirtschaft, die in der ländlichen Region des nördlichen Waldviertels weit verbreitet ist. Darunter ist eine Weberschiffchen abgebildet, das auf die prominente Verbreitung der Textilproduktion in der Region hinweist. Auf der rechten Seite des Wappens ist der heilige Jakobus der Ältere abgebildet, welcher Schutzpatron von Kautzen und der katholischen Pfarrkirche ist. |
|  | Lichtenau im Waldviertel Unter blauem Schildhaupt in Rot ein mit drei roten Jakobsmuscheln belegter goldener Schrägrechtsbalken. Erklärung: Im Wappen sind Elemente des Wappens des Ministerialengeschlechts der „Lichtenauer“ mit dem ehemaligen Gemeindewappen des eingemeindeten Ortes Loiwein verbunden. |
|  | Puchenstuben In Silber eine ausgerissene völlig grüne beblätterte Buche unter einem schwarzen Schildhaupt mit gekreuztem silbernem Hammer und Schlägel. Zwei silbernen Muscheln begleiten das Gezähe. Erklärung: Die Buche im Puchenstubener Wappen soll auf die alte Schreibweise des Ortsnamens Buchenstuben hinweisen. |
|  | Rastenfeld Der in der Mitte geteilte Wappenschild enthält im oberen weißen Feld nebeneinander zwei rote Muscheln und im unteren roten Feld eine weiße Meermuschel. |

## Oberösterreich
|  | Roitham am Traunfall Von Rot und Grün erniedrigt, geteilt durch einen silbernen, mit einer rechten Stufe gebrochenen Balken; oben unter der silbernen, durchgehenden Traunfallbrücke eine silberne Kaplan-Wasserturbine, unten eine goldene Muschel. Erklärung: Unter der Traunfallbrücke symbolisieren Turbine und Stufe das Kraftwerk und den Traunfall selbst. Die Muschel als Attribut des Heiligen Jakobus steht für den Pfarrpatron. Das Gemeindewappen wurde 1985 verliehen.                                                     |
|  | Schalchen In Silber über blauem, gewelltem Schildfuß zwei blaue, schräggekreuzte Reißhaken mit roten Stielen, überdeckt durch eine rote, gestürzte Muschel. Erklärung: Die Muschel deutet als Attribut des Apostels Jakobus d. Ä. auf das Patrozinium der Schalchener Kirche. Die Flößerhaken sowie die Wellen erinnern an die einstige Holztrift im Schwemmbach, der das Gemeindegebiet von Süden nach Norden durchfließt. Entworfen wurde das Wappen vom Linzer Herbert Erich Baumert, die Verleihung erfolgte am 22. September 1975. |
|  | Schönau im Mühlkreis In Gold zwei schwarze, schräggekreuzte Brände, darunter eine rote Muschel. Erklärung: Die Brände sind ein Wappenbild des Ministerialengeschlechtes der Pranter, die Anfang des 13. Jahrhunderts die erste Burg Prandegg errichteten. Die rote Muschel steht für den Heiligen Jakobus, dem Kirchenpatron, und symbolisiert eine Pilgermuschel. Die Gemeindefarben sind Rot-Gelb. Die Verleihung des Gemeindewappens und der Gemeindefarben erfolgte am 24. April 1972.                                              |

## Steiermark
|  | Lassing In einem von Gold und Grün schräg rechts geteilten Schild ein von einem Tor und zwei Fenstern durchbrochener blauer Turm im goldenen und eine goldene Pilgermuschel im grünen Felde. Erklärung: Ursprünglich bestand das Gemeindegebiet aus zwei selbstständigen Gemeinden: die goldene Hälfte des Wappens steht für Lassing-Sonnseite, die grüne für die Teilgemeinde Lassing-Schattseite, der Turm symbolisiert die Burg Strechau, die Muschel als das Zeichen des Heiligen Jakob, dem Schutzpatron der Kirche von Lassing. |
|  | Soboth In silbernem Schild über blauem mit zwei silbernen gestürzten Jakobsmuscheln belegtem Schildfuß ein silberner Wellenbalken, belegt mit sieben einzeln nebeneinander gestellten blauen Wellen, darüber ein grüner Dreispitzberg, dessen mittlere Spitze bis zum oberen Schildrand reicht und mit drei silbernen aus gemeinsamem Muttergestein wachsenden langprismatischen Bergkristallen belegt ist. Erklärung: Das Wappen enthält heraldische Symbole für die geographische Lage, die wirtschaftliche Geschichte und die kirchlichen Verhältnisse des Gemeindegebietes: die Jakobsmuscheln verweisen auf die beiden Katastralgemeinden Soboth und Laaken, der Wellenbalken symbolisiert die Fließgewässer des Gemeindegebietes, die Bergkristalle stehen für den Quarz als Grundlage der Glaserzeugung im Gebiet von Soboth und Pack, der grüne Dreiberg der Umrahmung steht für die almenreiche Bergwelt der Umgebung von Soboth. Das Wappen wurde der Gemeinde 2009 verliehen und am 7. März 2010 im Rahmen einer Feier überreicht. |
|  | Thal In Rot zwei silberne Pfähle, jeder Pfahl belegt mit sechs Muscheln in Schattenfarbe. Erklärung: Die Pfähle stammen aus dem Familienwappen der ältesten nachweisbaren adeligen Grundherrschaft „von Waldsdorf“. Die Muscheln weisen auf den Pfarrpatron, Apostel Jakobus den Älteren, hin. Die offizielle Verleihung des Wappens erfolgte am 11. Juli 1987. |

## Tirol
|  | Innsbruck-Innenstadt Das viergeteilte Wappen mit Mittelschild zeigt in Feld 3 die Insignien des Patrons des Innsbrucker Doms zu St. Jakob: in rot zwei silberne (weiße) schräggekreuzte Pilgerstäbe mit drei links, rechts und unten eingefügten silbernen (weißen) Jakobsmuscheln. |
|  | St. Jakob in Defereggen In Grün eine silberne Muschel, mit den schwarzen Bergwerkszeichen Schlägl und Eisen belegt, im Schildhaupt eine ganze und zwei halbe gestürzte silberne Spitzen. Erklärung: Das Hauptfeld des Gemeindewappens mit dem Gebirgseinschnitt steht für den Staller Sattel, über den bairische Siedler das Hochtal besiedelten. Die Jakobsmuschel symbolisiert den Heiligen Jakobus; der ist nicht nur Namenspatron der Pfarrkirche, er repräsentiert als Schutzpatron der Wanderhändler und Hutmacher auch zwei ehemals bedeutende Berufszweige. Das Bergwerkszeichen steht für den ebenfalls bedeutenden Bergbau im Defereggental der frühen Neuzeit. Das Gemeindewappen wurde im Jahr 1975 durch die Tiroler Landesregierung verliehen. |
|  | St. Jakob in Haus In Grün ein schwarzer Flachsparren über drei goldenen Muscheln. Erklärung: Die drei goldenen Jakobsmuscheln erinnern an die durchziehenden Pilger, der schwarzer Sparren an einen Hausgiebel, der die Siedlungsbezichnung „Haus“ symbolisiert. |
|  | Strass im Zillertal Im grünen Schild, dem ein silberner Pilgerstab und eine silberne Muschel aufgelegt sind, drei silberne, mit grünen Dreikleeblättern belegte Spitzen aus dem linken Schildrand kommend. Erklärung: Die Muschel und der Pilgerstab sind die Beizeichen des Hl. Jakobs, des Patrons der Strasser Pfarrkirche, die Kleeblätter verweisen auf die Landwirtschaftliche Landeslehranstalt Rotholz, die 1879 ihren Lehrbetrieb aufgenommen hat. Das Wappen wurde der Gemeinde am 12. Mai 1964 verliehen. |
|  | Strassen Von Blau und Schwarz durch einen silbernen schräglinken Wellenbalken geteilt, im schwarzen Feld eine silberne Jakobsmuschel. Erklärung: Es versinnbildlicht mit dem geschwungenen silbernen Streifen den Namen der Gemeinde und erinnert mit der Muschel an den Hl. Jakobus, Kirchenpatron der Gemeinde, mit dem blauen Feld an den einstigen Messensee. Das Wappen wurde am 8. Oktober 1985 von der Tiroler Landesregierung verliehen. |